# Unterwirbach
Unterwirbach ist eine Ortslage im Ortsteil Saalfelder Höhe der Stadt Saalfeld/Saale im Landkreis Saalfeld-Rudolstadt in Thüringen.

## Geografie
Die Landesstraße 2383 von Saalfeld nach Bad Blankenburg durchquert den Ort.  Unterwirbach liegt an der Nordostabdachung der Ausläufer des Thüringer Schiefergebirges bei Saalfeld. Verkehrsmäßig zu den Städten liegt Unterwirbach hervorragend, aber weiter entfernt zu den Zentren der Gemeinde Saalfelder Höhe. Der Ort liegt zwischen 242 und 632 Metern über NN.

## Geschichte
Am 17. Februar 1286 wurde Unterwirbach erstmals urkundlich erwähnt. Neben der Eisenerzgewinnung und der Handelstätigkeit der Einwohner auf den Märkten der Städte gab es kaum andere Erwerbsmöglichkeiten. Im Winter wurden Besen gebunden. Der Tourismus und die Landwirtschaft spielten auch eine Rolle.
Unterwirbach war bis zur Entstehung des Landes Thüringen im Jahr 1920 geteilt. Der schwarzburgische Teil gehörte zur Oberherrschaft des Fürstentums bzw. Freistaats Schwarzburg-Rudolstadt (ab 1850 zum Landratsamt Rudolstadt). Der sächsisch-ernestinische Teil gehörte von 1680 bis 1735 zum Herzogtum Sachsen-Saalfeld, danach bis 1826 zum Herzogtum Sachsen-Coburg-Saalfeld und anschließend zum Herzogtum Sachsen-Meiningen, das 1918 zum Freistaat Sachsen-Meiningen wurde. Der sächsische Teil Unterwirbachs gehörte zum Amt Saalfeld und war wiederum in einen Stiftsanteil und einen ritterschaftlichen Anteil untergliedert. Ab 1868 gehörten beide sächsischen Anteile zum Landkreis Saalfeld.
Von Ende 1994 bis 1996 gehörte Unterwirbach der Verwaltungsgemeinschaft Saalfelder Höhe an. Mit Umwandlung dieser in die Einheitsgemeinde Saalfelder Höhe am 1. Januar 1997 wurde der Ort ein Ortsteil dieser. Diese wurde am 6. Juli 2018 nach Saalfeld/Saale eingemeindet.